# Stelletta brevidens
Stelletta brevidens är en svampdjursart som först beskrevs av Topsent 1897.  Stelletta brevidens ingår i släktet Stelletta och familjen Ancorinidae. Inga underarter finns listade i Catalogue of Life.